# Portugisiska inkvisitionen

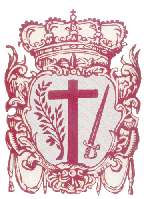
Selo utilizado pela Inquisição Portuguesa

Portugisiska inkvisitionen, var den inkvisition som övervakade den romersk-katolska kyrkans doktrin i Portugal och mellan 1536 och 1821. Den var tillsammans med den romerska inkvisitionen och den spanska inkvisitionen en av de tre berömda nationella inkvisitioner som avlöste medeltidens tillfälliga inkvisitioner. 
Portugisiska inkvisitionen infördes sedan kungen av Portugal hade avlagt ett löfte om saken vid sitt giftermål med en spansk prinsessa. Planerna kunggjordes 1515, och projektet förverkligades slutligen 1536. 
Domstolen var verksam även i Portugals kolonier. En permanent lokal domstol inrättades i Portugisiska Goa år 1560. Portugisiska Brasilien hade ingen permanent lokalavdelning, men Inkvisitionen företog besök där från Portugal mellan 1595 och 1760. 
Portugisiska inkvisitionen fokuserade utöver kristna kättare främst på judiska konvertiter. Anklagelser om häxeri togs också emot, men hanterades milt. 
Enligt Henry Charles Lea brände domstolarna i Lissabon, Porto, Coimbra och Évora 1175 människor levande mellan 1540 och 1794, och brände avbilden av ytterligare 633, och utdömde andra straff mot 29 590 människor. Dock har dokumentationen försvunnit, så dessa siffror kan underskatta verkligheten något. Det är också okänt hur många offer som dog i inkvisitionens fängelser till följd av sjukdom, bristande förhållanden och misshandel; Fängelser kan pågå i månader eller till och med år i väntan på bekräftelse av "brotten".
Inkvisitionen var tillfälligt upplöst 1674-1681. Genom ett reformpaket under Sebastião José de Carvalho e Melo, markis av Pombal 1773-1774 begränsades inkvisitionens makt, och avrättningarna upphörde. Under Napoleons ockupation upphörde den tillfälligt. 